# Xã Kennett, Quận Chester, Pennsylvania
Xã Kennett (tiếng Anh: Kennett Township) là một xã thuộc quận Chester, tiểu bang Pennsylvania, Hoa Kỳ. Năm 2010, dân số của xã này là 7.565 người.